# Acheron (Victoria)
Acheron is een plaats in de Australische deelstaat Victoria. Tijdens bosbranden in Victoria in 1939 overleden in Acheron zeven personen.